# Yves de Nesle
Pour les articles homonymes, voir Nesle (homonymie).
Yves de Nesle, ou Ives de Nesle, cité à partir de 1115 et mort en août 1178, est seigneur de Nesle à partir de 1131 au plus tard et comte de Soissons de 1141 à sa mort.

## Biographie

### Seigneur de Nesle
Yves de Nesle est le fils de Raoul de Nesle,, lui-même fils d'un premier Yves de Nesle et d'une fille, dont on ignore le nom, du comte de Soissons Guillaume Busac.
Yves est cité pour la première fois en 1115. Il succède à son père Raoul comme seigneur de Nesle au plus tard en 1131.
Yves de Nesle, qualifié de baron, est l'un deux plus importants vassaux de la maison des comtes de Vermandois. Il y apparaît dès 1133, mais est au début peu présent, notamment parce qu'il est occupé à diriger son comté de Soissons puis à cause de son départ en croisade.

### Comte de Soissons
Yves II de Nesle devient comte de Soissons en 1141, investi, parmi d'autres candidats, par l'évêque de Soissons Josselin de Vierzy, qu'il paye et à qui il fait hommage,,. En effet, le comté de Soissons, qui dépend de l'évêché de Soissons, est vacant à cause de l'entrée dans un monastère en 1141 du comte lépreux Renaud III, sans postérité. Cette succession est approuvée par le roi de France Louis VII le Jeune.
Au total, soixante-deux actes d'Yves de Nesle sont conservés. Il a surtout des rapports avec les comtes de Vermandois et les évêques de Soissons et de Noyon, beaucoup moins avec le roi de France Louis VII, sauf pendant leur croisade commune. Toutefois, le 10 juin 1155, Il participe à l'assemblée convoquée à Soissons par Louis VII, pendant laquelle ce dernier proclame la trêve de Dieu pour dix ans.

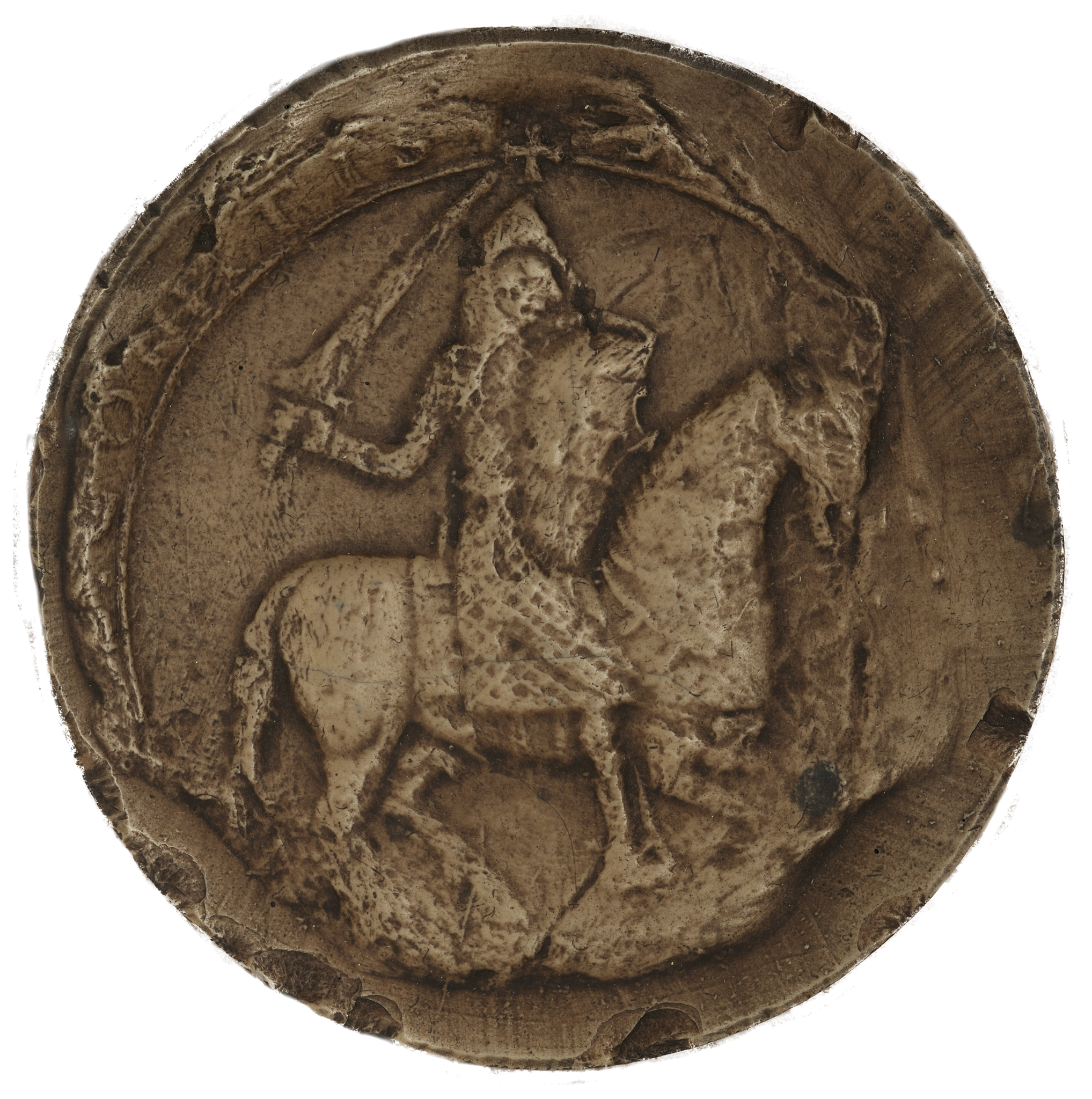
Sceau d'Yves de Nesle. Usage avéré en 1146. Archives départementales de la Somme, moulage collection Sc/Picardie 38.

Yves de Nesle est le premier comte de Soissons qui fait frapper son nom sur ses monnaies. Vers 1142/1146, il utilise un sceau équestre armorié : le bouclier tenu par le cavalier est chargé d'un fascé. Ce sceau fait partie des plus anciens qui portent des armoiries, attestant de la naissance de ces dernières dans sa région et son milieu social.

### Croisé
Après avoir écouté le 31 mars 1146, jour de Pâques, Bernard de Clairvaux prêcher la croisade à Vézelay, devant le roi Louis VII et de nombreux comtes, Yves de Nesle part en croisade en 1147 avec le roi,. En 1150, le roi de Jérusalem Baudouin III propose Yves de Nesle comme conjoint à Constance d'Antioche, princesse d'Antioche et veuve de Raymond de Poitiers. Celle-ci le refuse, comme d'autres prétendants, et choisit plus tard Renaud de Châtillon,.
Yves de Nesle est de retour en France dès la fin de l'année 1150. En 1151 ou 1152, il épouse Yolande de Hainaut, fille du comte de Hainaut Baudouin IV.

### Tuteur de Raoul II de Vermandois
En 1152, Yves de Nesle est désigné par le comte Raoul Ier de Vermandois comme tuteur de ses enfants,,. Par ce geste, ce dernier choisit à la fois un de ses vassaux pour ses possessions en Vermandois et l'un de ses égaux comme comte de Soissons. Yves de Nesle exerce sa tutelle du 14 octobre 1152 à 1158, mais reste présent dans la plupart des chartes de son pupille Raoul II de Vermandois jusqu'à la mort de ce dernier en 1167.
Yves de Nesle, en tant que tuteur, arrange les mariages des trois enfants de Raoul Ier de Vermandois : il marie le jeune comte Raoul II à Marguerite d'Alsace, sœur du comte de Flandre Philippe d'Alsace à qui il donne Élisabeth de Vermandois, sœur de Raoul II. Leur sœur Éléonore de Vermandois est mariée au frère de la femme d'Yves de Nesle, Godefroy de Hainaut,,.
Yves de Nesle introduit dans l'entourage des comtes de Vermandois son jeune frère, Thierry de Nesle, archidiacre et prévôt de la cathédrale Notre-Dame de Cambrai en 1158/1159.

### Succession
En 1157, Yves de Nesle, qui n'a pas d'enfant de sa femme Yolande, désigne son neveu Conon comme héritier s'il reste sans postérité,, dans un acte confirmé ensuite par le roi Louis VII,. Conon est le fils du frère d'Yves, Raoul, châtelain de Bruges et de sa femme Gertrude. Yves associe ensuite Conon à l'administration de ses fiefs puisque ce dernier porte dès 1176 et 1177 les titres de comte de Soissons et de seigneur de Nesle,.
Yves de Nesle est régulièrement cité dans divers actes jusqu'à sa mort en août 1178. Comme prévu, son neveu Conon de Nesle lui succède,. La veuve d'Yves de Nesle, Yolande, se remarie avec le comte de Saint-Pol Hugues IV.